# Camille Zeckwer
Camille Zeckwer (26. června 1875 Filadelfie – 7. srpna 1924 Southampton) byl americký hudební skladatel.

## Život
Narodil se ve Filadelfii jako syn hudebního skladatele a pedagoga Richarda Zeckwera (1850–1922). Studoval na filadelfské hudební akademii. Ve studiu pokračoval u Antonína Dvořáka v New Yorku a poté v Berlíně u Xavera Scharwenky. Po návratu do Spojených států učil na Hudební akademii v rodném městě. Po řadu let působil jako spoluředitel tohoto ústavu.
Zemřel v roce 1924 a je pohřben na hřbitově Holy Cross Cemetery v Yeadonu v Pensylvánii.

## Dílo (výběr)

### Orchestrální skladby
- Klavírní koncert e-moll op.8 (1897)
- Symfonická báseň: Sorab and Rustun, op.30 (1915)
- Symfonická báseň: Jade Butterflies, op.50

### Komorní skladby
- Klavírní kvintet e-moll, op.5 (1900)
- Suita pro housle a klavír (1897)
- Poema pro housle a klavír, op. 52/1
- Houslová sonáta
- Houslová sonáta D-dur op.7 (1900)
- Chant du Voyager pro housle a klavír, op.33/1

### Klavírní skladby
- Moment Musical, op.19/2
- Album Leaf, op.23/1
- Berceuse, op.23/2 (1907)
- Three pieces op.25 (Danse Rustique, Melody in A flat, Les Reves)
- Les Hirondelles
- Compositions for piano op.41 (Irish Idyll, Valse Gracieuse, Columbine, Nocturne) (1904)

### Písně
- Five short songs op.12 (Robin Sings in the Apple Tree, A Fancy, Sleepest though still my own, Although she's far away, Through the Meadow).
- Three Ballads of the sea op.30 (In a boat, Noon, Images in the water)
- O Salutaris Hostia
- Burst forth my Soul op.35/2 (Anthem pro sóla, sbor a smyčcový kvartet)
- Prayer of a Soldier in France op.39/1
- Two Words op.39/2

### Opera
- Jane and Janetta, op.20